# Cephalorrhynchus
Cephalorrhynchus é um género botânico pertencente à família Asteraceae.

## Espécies
- ’’Cephalorrhynchus albiflorus’’
- ’’Cephalorrhynchus aucheri’’
- ’’Cephalorrhynchus brassicifolius’’
- ’’Cephalorrhynchus candolleanus’’
- ’’Cephalorrhynchus chitralensis’’
- ’’Cephalorrhynchus confertus’’
- ’’Cephalorrhynchus cypricus’’
- ’’Cephalorrhynchus freyniana’’
- ’’Cephalorrhynchus glandulosus’’
- ’’Cephalorrhynchus gorganicus’’
- ’’Cephalorrhynchus hispidus’’
- ’’Cephalorrhynchus kirpicznikovii’’
- ’’Cephalorrhynchus kossinskyi’’
- ’’Cephalorrhynchus kotschyi’’
- ’’Cephalorrhynchus microcephalus’’
- ’’Cephalorrhynchus picridiformis’’
- ’’Cephalorrhynchus polycladus’’
- ’’Cephalorrhynchus rechingeranus’’
- ’’Cephalorrhynchus saxatilis’’
- ’’Cephalorrhynchus soongoricus’’
- ’’Cephalorrhynchus subplumosus’’
- ’’Cephalorrhynchus takhtadzhianii’’
- ’’Cephalorrhynchus talyschensis’’
- ’’Cephalorrhynchus tuberosus’’